# Starec in vnuk
Starec in njegov vnuk (italijansko Ritratto di vecchio con nipote) je slika s tempero na tabli iz okoli leta 1490 italijanskega renesančnega umetnika Domenica Ghirlandaia. Eno najbolj znanih Ghirlandaievih del velja za opazno zaradi svoje čustvene pretresljivosti. Njegov realizem je bil opisan kot edinstven med portreti Quattrocenta.

## Zgodovina
Ni znana identiteta portretirancev niti okoliščine naročila slike, ki jo na podlagi slogovnih sorodnosti datirajo v zrelo fazo umetnikovega ustvarjanja, blizu freskam Sassettijeve kapele in Čaščenja pastirjev, s katerim si deli slog pokrajine.
Očitne praske na starčevem čelu (odpravljene z nedavno restavracijo, a prisotne na številnih fotografskih reprodukcijah) je po vsej verjetnosti povzročil žebelj, ki je na površje priplaval v zaboju, kamor je bila slika prepeljana na konju.
Muzej jo je leta 1880 pridobil na trgu starin.

## Opis
Na sliki je upodobljen starejši moški v rdeči halji, ki objema otroka, ki je prav tako oblečen v rdeče. Sedita v notranjosti, osvetljeni ob zatemnjeni steni. Za njima na desni je okno, skozi katerega je mogoče videti posplošeno pokrajino, njen neraven teren in vijugaste ceste, značilne za ozadje Ghirlandaia. Čeprav moška s krznom podrobljena halja in kapucao ter dečkova elegantna majica in kapa kažejo na plemenito poreklo in kljub tradicionalni domnevi, da sta subjekta dedek in vnuk, njuni identiteti nista znani. Možno je, da je bila slika spominskega namena in da je bil otrok pripovedna izmišljotina, ki naj bi poudarila človekovo dobrotljivost. Ostra podoba je dramatizirana s kontrastom med preperelim in modrim obrazom moškega ter občutljivim profilom otroka. Medtem ko je kompozicija tematsko povezana s portretom iz Nizozemske, je bil do sredine 15. stoletja motiv portreta v interierju s pokrajino, ki se vidi v daljavi, pogost v Italiji.
Izjemna značilnost slike je deformacija moškega nosu, dokaz rinofime ((gomoljast nos)). Ghirlandaio je portret predstavil na naturalističen in simpatičen način, v nasprotju s fizionomsko teorijo dobe, ki je ohranjala povezavo med zunanjim videzom in notranjimi resnicami. Starec in njegov vnuk namesto da bi namigoval na pomanjkljivost značaja, vabi k hvaležnosti za človekovo krepost. Na sliki je upodobljen trenutek intimnosti med starcem in otrokom, ki je poudarjen s polaganjem otroške roke na moške prsi in moškim nežnim izrazom. To izkazovanje naklonjenosti daje sliki čustvene lastnosti, ki presegajo tiste, ki se pričakujejo od tradicionalnega dinastičnega portreta. Po besedah umetnostnega zgodovinarja Bernarda Berensona: »V celotnem razponu slikarstva Quattrocenta, v Italiji ali zunaj nje, ni več človeške slike.«
Izvor slike je negotov do leta 1880, ko je vstopila v Louvre, pa šele potem, ko jo je muzej Kaiser Friedrich v Berlinu zavrnil zaradi skrbi za njeno stanje. Več komentatorjev v poznem 19. stoletju je poročalo, da je bila slika odrgnjena zaradi prekomernega čiščenja in da so bile na moškem obrazu iznakažene praske. Leta 1996 so bile odstranjene praske in predeli razbarvane poslikave, slika pa očiščena in retuširana.
Risba Ghirlandaia z naslovom Glava starca, ki je bila nekoč v lasti Giorgia Vasarija, prikazuje istega človeka kot na sliki. Risba je morda nastala, ko je varuh spal, ali po njegovi smrti, v tem primeru bi služila kot grafična posmrtna maska.
- Glava starca. Metalna risba na roza papirju, poudarjena z belo. 28,1 x 21,5 cm. Narodni muzej, Stockholm.
- Pred obnovo 1996